# Code
CODE és una organització no governamental americana fundada per Hadi i Ali Partovi l'any 2012.

## Història
L'organització es va crear en resposta a les conclusions d'un estudi que afirmava que en el 90% d'escoles americanes no s'impartia cap assignatura d'informàtica o de programació. Entre altres objectius, proposen que la informàtica estigui inclosa com a matèria obligatòria en el currículum d'educació secundària americana i la inclusió de les dones i de les minories en les ciències de la computació.
Són més de cent empreses i organitzacions que donen suport al projecte. Algunes de les principals empreses patrocinadores del projecte són Amazon, Apple, Disney, Google, Khan Academy, Microsoft i Facebook, entre d'altres.
Entre les seves principals campanyes trobem l'Hora del Codi, que pretén que estudiants de tot el món programin a través dels cursos de programació gratuïts que ofereix el portal. S'utilitzen imatges de pel·lícules, sèries o jocs famosos, com Angry Birds, Star Wars o Minecraft.
El projecte és patrocinat per celebritats com Barack Obama, Shakira, Will.i.am, Mark Zuckerberg o Bill Gates.

## Hora del Codi
L'Hora del Codi és una convocatòria global d'escriptura de codi font, d'una hora de duració, adreçada a qualsevol persona interessada en aprendre els conceptes bàsics de la programació d'ordinadors i del pensament computacional. Aquest esdeveniment s'organitza, des del 2013, per Code.org, una organització pública sense ànim de lucre.
La primera convocatòria es va dur a terme durant la «Setmana de l'Educació en Ciències de la Computació», que se celebra la segona setmana de desembre de cada any. Aleshores, Code.org va llançar, al seu lloc web, l'anomenat "desafiament de l'Hora del Codi" per tal d'ensenyar ciències de la computació als estudiants de les escoles, incitant-los a completar breus tutorials de programació. Un dels seus objectius era la desmitificació del "codi", per tal de demostrar que una majoria d'individus, infants i adults, podien aprendre les qüestions fonamentals pel que fa a l'escriptura de codi i ampliar, així, la participació ciutadana en el camp de la informàtica.
La iniciativa es va anunciar l'octubre del 2013, amb uns dos mesos d'antelació. En el moment del seu llançament, comptava amb el suport de l'expresident dels Estats Units, Barack Obama, així com de diversos tipus d'empreses, com ara, Disney, Microsoft o Apple Inc. També comptava amb el suport de plataformes educatives d'aprenentatge en línia com Khan Academy.
Qualsevol organització o grup va poder proposar una experiència lligada a l'Hora del Codi, ja fossin escoles, instituts, universitats, o qualsevol altra tipus de comunitat. També es podia participar de manera individual. La primera convocatòria comptava inicialment amb el suport de més de 400 socis i 200.000 educadors de tot el món i hi havia disponibles tutorials d'una hora de duració en més de 30 llengües diferents. Finalment, el desafiament el van seguir 20 milions de participants i gairebé dos centenars de països. El repte consistia en escriure breus fragments de codi per aconseguir objectius preestablerts utilitzant Blockly, un llenguatge de programació visual de sabor similar a Logo. Així, es van escriure més de 600 milions de línies de codi. La dificultat de les activitat era molt variable i als infants els resultaven molt atractives, ja que es podien trobar amb jocs o personatges que reconeixen. També existien activitats que es podien realitzar sense cap ordinador, demostrant que la programació no només es pot realitzar amb equips informàtics.
L'Hora del Codi va oferir regals de participació a algunes de les escoles participants, com ara, lots d'ordinadors portàtils o conferències telefòniques amb personatges molt reconeguts del món de la tecnologia com Mark Zuckerberg, Bill Gates, Jack Dorsey o Susan Wojcicki. Val a dir que es va llançar una campanya de micomecenatge lligada a l'Hora del Codi, la qual va rebre la major quantitat de finançament mai recaptada pel lloc de micromecenatge IndieGoGo.
A l'octubre de 2014, uns quaranta milions d'estudiants havien pres la classe de l'Hora de el Codi, així que es va celebrar la segona edició de l'Hora del Codi, novament al mes de desembre. Aquest any, les ubicacions per a les classes de l'Hora del Codi van incloure les botigues d'Apple. Al desembre de 2016, el primer ministre canadenc, Justin Trudeau, va ajudar a llançar la campanya internacional de l'Hora del Codi. Al desembre de 2017, Code.org va anunciar que l'Hora del Codi havia aconseguit més de 500 milions d'hores servides.